# Peperomia moulmeiniana
Peperomia moulmeiniana är en pepparväxtart som beskrevs av C. Dc.. Peperomia moulmeiniana ingår i släktet peperomior, och familjen pepparväxter. Inga underarter finns listade i Catalogue of Life.